# صقور حرية كردستان
صقور حرية كردستان (بالكردية: Teyrênbazê Azadiya Kurdistan)‏ هو تنظيم قومي كردي متطرف مسلح ناشط في تركيا وفي شمال العراق، مصنف ضمن قائمة المنظمات الموصوفة بالإرهابية عند حكومات تركيا و الولايات المتحدة و المملكة المتحدة و الاتحاد الأوروبي. قام هذا التنظيم بعدة عمليات تفجير انتحاري في تركيا كانت أخرها تفجير أنقرة في فبراير 2016 وقد أعلن أنه يعادي سياسة الحكومة التركية نتيجة لما تقوم به ضد الأكراد في تركيا وسوريا من القصف المتواصل ضدهم واعتبارهم كجماعة إرهابية، ويعتبر نفسه هذا الحزب جماعة مستقلة عن حزب العمال الكردستاني.